# Toppdivisionen i världsmästerskapet i ishockey för herrar 2014

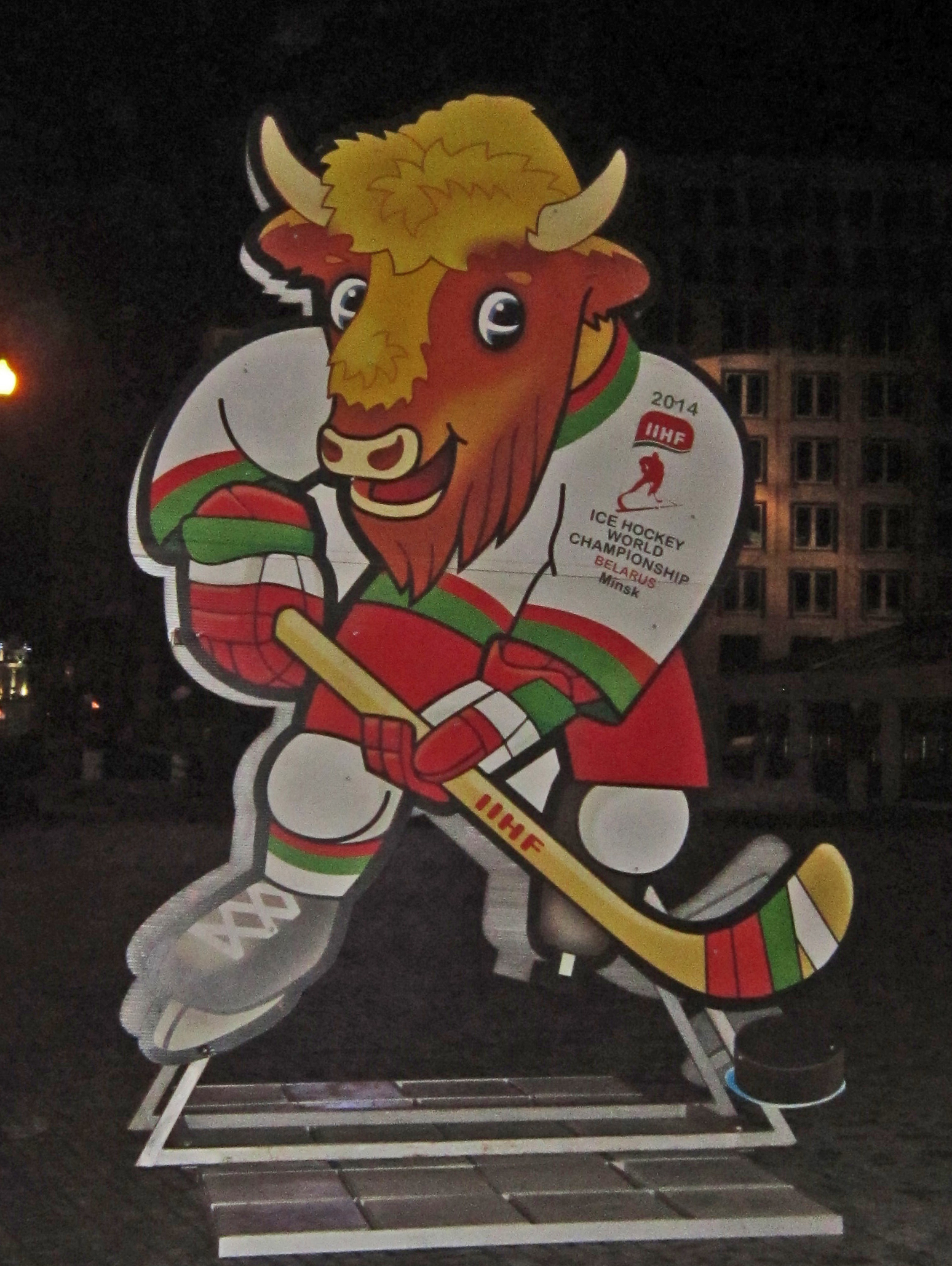
Volat - Officiell maskot för VM 2014.

Toppdivisionen i världsmästerskapet i ishockey för herrar 2014 spelades i Minsk i Vitryssland mellan den 9 och 25 maj 2014. Beslutet att hålla toppdivisionen i Vitryssland togs av det International Ice Hockey Federation på ett möte i Bern den 8 maj 2009. Föregående dag drog Tjeckien tillbaka sin ansökan. Detta var första gången som Vitryssland arrangerade VM i ishockey på högsta nivå. Övriga länder som ansökte om att få arrangera VM var Tjeckien och Lettland, som tidigare stått värd för ishockey-VM, samt Ungern och Ukraina som aldrig har arrangerat ett ishockey-VM på högsta nivå tidigare.
Ryssland vann samtliga matcher under VM och erövrade guldmedaljerna genom att slå Finland med 5–2 i finalen. Sverige erövrade bronsmedaljerna genom en 3–0 vinst över Tjeckien. Arrangörslandet Vitryssland avancerade till slutspelet för första gången sedan 2009, där man förlorade mot Sverige med 3–2 i kvartsfinalen. Frankrike överraskade genom att kvalificera sig till kvartsfinal medan Schweiz, förra årets finalist, inte kvalificerade sig från grundspelet. Italien och Kazakstan flyttas ned till Division I A inför VM 2015.
I semifinalen mellan Sverige och Ryssland uppstod en incident mellan huvudtränaren i Rysslands Oleg Znarok och Sveriges assisterande tränare Rikard Grönborg. Bägge tränarna stängdes av från efterföljande match.

## Kritik och viseringsbestämmelser
I flera debatter framkom kritik mot valet av arrangör. Europeiska unionen kritiserade valet av arrangör via respektive länders utrikesministrar. Enligt en rapport från den amerikanska organisationen Freedom House är Vitryssland Europas minst demokratiska land.
Den 16 januari 2012 tillkännagav president Aleksandr Lukasjenko att utlänningar som ville närvara vid världsmästerskapet 2014 inte behövde visum för att resa in i Vitryssland. Den enda dokumentation som krävdes var en biljett i original eller en elektronisk kopia till en eller flera av matcherna under mästerskapet. Detta gällde även journalister som uteslutande skulle bevaka ishockey-VM. Däremot var de då tvungna att avhålla sig från att skriva om något annat än just ishockeyturneringen.

## Val av värdland
Vid val av spelort deltog fyra nationer i omröstningen: Vitryssland, Ungern, Lettland och Ukraina. Röstningen skedde den 8 maj 2009 och Vitryssland vann med 75 röster framför Ungerns 24, Lettlands 3 och Ukrainas 3 röster.
| Land        | Röster |
| ----------- | ------ |
| Vitryssland | 75     |
| Ungern      | 24     |
| Lettland    | 3      |
| Ukraina     | 3      |

## Spelplatser
Hockey-VM spelades på två olika arenor men i samma stad, Minsk. Den större arenan, där bland annat finalen spelades, heter Minsk-Arena och tar in 15 000 åskådare. Den andra arenan heter Tjizjovka-Arena och tar in 9 600 åskådare.
| Minsk                                  | · Minsk-Arena Tjizjovka-Arena |
| Minsk-Arena Publikkapacitet: 15 000    | · Minsk-Arena Tjizjovka-Arena |
|                                        | · Minsk-Arena Tjizjovka-Arena |
| Minsk                                  | · Minsk-Arena Tjizjovka-Arena |
| Tjizjovka-Arena Publikkapacitet: 9 600 | · Minsk-Arena Tjizjovka-Arena |
|                                        | · Minsk-Arena Tjizjovka-Arena |

## Deltagande lag
Följande sexton lag − tretton från Europa, ett från Asien och två från Nordamerika − var kvalificerade för spel i VM. Italien och Kazakstan var två nya lag jämfört med förra årets turneringen och de ersatte Slovenien och Österrike som åkte ner till division I.
| Asien - Kazakstan^ Europa - Vitryssland† - Tjeckien* - Danmark* - Finland* - Frankrike* - Tyskland* - Italien^ | - Lettland* - Norge* - Ryssland* - Slovakien* - Sverige* - Schweiz* Nordamerika - Kanada* - USA* |  |

* = Automatiskt kvalificerade lag genom att placera sig bland de 14 första lagen i VM i ishockey 2013
^ = Kvalificerade genom att placera sig etta och tvåa i Division I Grupp A vid VM i ishockey 2013
† = Värdnation och automatiskt kvalificerad
Världsmästerskapet i ishockey för herrar 2015

### Seedning och gruppindelning
Seedningen skedde efter IIHFS:s världsranking 2013. Alla lag delades därefter in i två grupper om åtta lag i varje grupp baserat på deras rank.
| Grupp A - Sverige (1) - Tjeckien (4) - Kanada (5) - Slovakien (8) - Norge (9) - Danmark (12) - Frankrike (13) - Italien (18) | Grupp B - Finland (2) - Ryssland (3) - USA (6) - Schweiz (7) - Tyskland (10) - Lettland (11) - Vitryssland (14) - Kazakstan (16) |

### Spelartrupper
Varje spelartrupp inför VM i ishockey ska innehålla minst femton utespelare samt två målvakter, eller maximalt tjugotvå utespelare och tre målvakter. Alla sexton deltagande nationslag ska via sina respektive ishockeyförbund presentera sina laguppställningar innan VM organisationens första möte.

## Gruppspel
| Vidare till slutspel          |
| Flyttas ned till division I A |

| Lag       | S | V | ÖV | ÖF | F | GM | IM | MS  | P  |
| --------- | - | - | -- | -- | - | -- | -- | --- | -- |
| Kanada    | 7 | 5 | 1  | 1  | 0 | 28 | 13 | +15 | 18 |
| Sverige   | 7 | 5 | 1  | 1  | 0 | 21 | 10 | +11 | 18 |
| Tjeckien  | 7 | 2 | 2  | 2  | 1 | 20 | 18 | +2  | 12 |
| Frankrike | 7 | 2 | 2  | 1  | 2 | 25 | 20 | +5  | 11 |
| Slovakien | 7 | 3 | 0  | 1  | 3 | 20 | 21 | −1  | 10 |
| Norge     | 7 | 2 | 0  | 1  | 4 | 16 | 19 | −3  | 7  |
| Danmark   | 7 | 1 | 1  | 0  | 5 | 17 | 27 | −10 | 5  |
| Italien   | 7 | 1 | 0  | 0  | 6 | 6  | 25 | −19 | 3  |

| Lag         | S | V | ÖV | ÖF | F | GM | IM | MS  | P  |
| ----------- | - | - | -- | -- | - | -- | -- | --- | -- |
| Ryssland    | 7 | 7 | 0  | 0  | 0 | 31 | 7  | +24 | 21 |
| USA         | 7 | 4 | 1  | 0  | 2 | 27 | 23 | +4  | 14 |
| Vitryssland | 7 | 4 | 0  | 0  | 3 | 18 | 17 | +1  | 12 |
| Finland     | 7 | 3 | 1  | 0  | 3 | 18 | 15 | +3  | 11 |
| Schweiz     | 7 | 3 | 0  | 1  | 3 | 19 | 21 | −2  | 10 |
| Lettland    | 7 | 3 | 0  | 0  | 4 | 20 | 24 | −4  | 9  |
| Tyskland    | 7 | 1 | 1  | 0  | 5 | 13 | 23 | −10 | 5  |
| Kazakstan   | 7 | 0 | 0  | 2  | 5 | 16 | 32 | −16 | 2  |

## Slutspel
|  | Kvartsfinal |             |             |  |  |            |            |            |  |       |         |          |   |
|  | A1          | Kanada      | 2           |  |  |            |            |            |  |       |         |          |   |
|  | B4          | Finland     | 3           |  |  | Semifinal  | Semifinal  | Semifinal  |  |       |         |          |   |
|  |             |             |             |  |  |            | Finland    | 3          |  |       |         |          |   |
|  | Kvartsfinal | Kvartsfinal | Kvartsfinal |  |  | Tjeckien   | 0          |            |  |       |         |          |   |
|  | B2          | USA         | 3           |  |  |            |            |            |  |       |         |          |   |
|  | A3          | Tjeckien    | 4           |  |  | Bronsmatch | Bronsmatch | Bronsmatch |  | Final | Final   | Final    |   |
|  |             |             |             |  |  |            | Tjeckien   | 0          |  |       | Finland | 2        |   |
|  | Kvartsfinal | Kvartsfinal | Kvartsfinal |  |  |            | Sverige    | 3          |  |       |         | Ryssland | 5 |
|  | B1          | Ryssland    | 3           |  |  |            |            |            |  |       |         |          |   |
|  | A4          | Frankrike   | 0           |  |  | Semifinal  | Semifinal  | Semifinal  |  |       |         |          |   |
|  |             |             |             |  |  |            | Ryssland   | 3          |  |       |         |          |   |
|  | Kvartsfinal | Kvartsfinal | Kvartsfinal |  |  | Sverige    | 1          |            |  |       |         |          |   |
|  | A2          | Sverige     | 3           |  |  |            |            |            |  |       |         |          |   |
|  | B3          | Vitryssland | 2           |  |  |            |            |            |  |       |         |          |   |

### Kvartsfinaler
Alla tider är angivna i lokal tid (UTC+3). 
| 22 maj 2014 16:00 | USA | 3 – 4 1−1, 0−3, 2−0 | Tjeckien | Tjizjovka-Arena, Minsk |

|  |                                                                            | Matchsummering |                                                                                                 | Åskådare: 8 234                       |                                       |
|  | B. Nelson (PP1) (06:54) T. Johnson (EQ) (58:50) T. Johnson (EQ) (59:03):06 |                | (33.24) (EQ) T. Rolinek (26:51) (PP1) T. Hertl (26:51) (PP1) R. Červenka (36:19) (PP1) O. Němec | Domare: Mikael Nord Marcus Vinnerborg | Domare: Mikael Nord Marcus Vinnerborg |

| 22 maj 2014 17:00 | Ryssland | 3 – 0 1−0, 1−0, 1−0 | Frankrike | Minsk-Arena, Minsk |

|  |                                                                         | Matchsummering |  | Åskådare: 14 011                    |                                     |
|  | A. Anisimov (EQ) (04:21) J. Malkin (EQ) (20:52) A. Kutuzov (EQ) (47:36) |                |  | Domare: Antonin Jerabek Keith Kaval | Domare: Antonin Jerabek Keith Kaval |

| 22 maj 2014 20:00 | Kanada | 2 – 3 0−1, 2−0, 0−2 | Finland | Tjizjovka-Arena, Minsk |

|  |                                                 | Matchsummering |                                                                             | Åskådare: 8 671                            |                                            |
|  | K. Turris (EQ) (25:41) M Scheifele (EQ) (32:08) |                | (06:14) (PP1) O. Palola (40:28) (EQ) J. Hietanen (56:52) (PP1) I. Pakarinen | Domare: Lars Brueggemann Konstantin Olenin | Domare: Lars Brueggemann Konstantin Olenin |

| 22 maj 2014 21:00 | Sverige | 3 – 2 1−0, 1−2, 1−0 | Vitryssland | Minsk-Arena, Minsk |

|  |                                                                              | Matchsummering |                                              | Åskådare: 14 598                     |                                      |
|  | N. Danielsson (PP1) (13:41) J. Ericsson (PP1) (37:21) M. Ekholm (EQ) (53:38) |                | (25:39) (EQ) G. Platt (34:14) (EQ) Yefimenko | Domare: Vyacheslav Bulanov Jyri Rönn | Domare: Vyacheslav Bulanov Jyri Rönn |

### Semifinaler
Alla tider är angivna i lokal tid (UTC+3). 
| 24 maj 2014 14:45 | Ryssland | 3 − 1 2−1, 1−0, 0−0 | Sverige | Minsk-Arena, Minsk |

|  |                                                                          | Matchsummering |                       |                                      |                                      |
|  | S. Plotnikov (EQ) (13:25) S. Shirokov (EQ) (18:00) A. Belov (EQ) (31:02) |                | (00:19) (EQ) O.Möller | Domare: Keith Kaval Vladimir Sindler | Domare: Keith Kaval Vladimir Sindler |

| 24 maj 2014 18:45 | Tjeckien | 0 − 3 0−1, 0−1, 0−1 | Finland | Minsk-Arena, Minsk |

|  |  | Matchsummering |                                                                          |                                            |                                            |
|  |  |                | (08:57) (EQ) J. Lehterä (08:57) (PP1) J. Immonen (59:49) (EQ) J. Lehterä | Domare: Lars Brüggemann Viacheslav Bulanov | Domare: Lars Brüggemann Viacheslav Bulanov |

### Bronsmatch
Alla tider är angivna i lokal tid (UTC+3). 
| 25 maj 2014 16:30 | Sverige | 3 – 0 2−0, 0−0, 1−0 | Tjeckien | Minsk-Arena, Minsk |

|  |                                                                                | Matchsummering |  | Åskådare: 14 001                     |                                      |
|  | J. Lindström (EQ) (04.28) S. Hjalmarsson (EQ) (15.44) M. Backlund (EQ) (48.22) |                |  | Domare: Jyri Rönn Viacheslav Bulanov | Domare: Jyri Rönn Viacheslav Bulanov |

### Final
Alla tider är angivna i lokal tid (UTC+3). 
| 25 maj 2014 21:00 | Ryssland | 5 – 2 1−1, 2−1, 2−0 | Finland | Minsk-Arena, Minsk |

|  | | Matchsummering |                                                       | Åskådare: 15 112                   |                                    |
|  | Sergej Shirokov (PP1) (10.45) Aleksandr Ovetjkin (EQ) (27.34) Jevgenij Malkin (PP2) (35.36) Danis Zaripov (PP1) (44.24) Viktor Tichonov (PP1) (55.23) |                | (19.57) (EQ) Iiro Pakarinen (26.51) (PP1) Olli Palola | Domare: Lars Brüggeman Keith Kaval | Domare: Lars Brüggeman Keith Kaval |

## Slutresultat
Slutresultat av VM 2014:
| 1  | Ryssland    |
| 2  | Finland     |
| 3  | Sverige     |
| 4  | Tjeckien    |
| 5  | Kanada      |
| 6  | USA         |
| 7  | Vitryssland |
| 8  | Frankrike   |
| 9  | Slovakien   |
| 10 | Schweiz     |
| 11 | Lettland    |
| 12 | Norge       |
| 13 | Danmark     |
| 14 | Tyskland    |
| 15 | Italien     |
| 16 | Kazakstan   |

### Skytteliga
Listan visar utespelare sorterad på antal poäng i första hand och därefter på mål.
| Spelare            | SM | GM | A  | Png | +/− | PIM | POS |
| ------------------ | -- | -- | -- | --- | --- | --- | --- |
| Viktor Tichonov    | 10 | 8  | 8  | 16  | +10 | 10  | F   |
| Danis Zaripov      | 10 | 3  | 10 | 13  | +7  | 6   | F   |
| Sergej Plotnikov   | 10 | 6  | 6  | 12  | +7  | 12  | F   |
| Jori Lehterä       | 10 | 3  | 9  | 12  | +4  | 10  | F   |
| Antoine Roussel    | 8  | 6  | 5  | 11  | +6  | 16  | F   |
| Joakim Lindström   | 10 | 5  | 6  | 11  | +4  | 4   | F   |
| Michel Miklík      | 7  | 4  | 7  | 11  | +5  | 0   | F   |
| Aleksandr Ovetjkin | 9  | 4  | 7  | 11  | +6  | 8   | F   |
| Seth Jones         | 8  | 2  | 9  | 11  | +8  | 6   | D   |
| Johnny Gaudreau    | 8  | 2  | 8  | 10  | +4  | 2   | F   |

SM = Spelade matcher; GM = Gjorda mål; A = Assists; Png = Poäng; +/− = Plus/Minus; PIM = Utvisningsminuter (Penalties in Minutes); POS = Position

Källa: IIHF.com

### Målvaktsliga
Endast de fem bästa målvakter, baserat på räddningsprocent, vilka har spelat minst 40% av sin lagets minuter, ingår i denna lista.
| Spelare           | TOI    | GA | GAA  | SA  | Sv%   | SO |
| ----------------- | ------ | -- | ---- | --- | ----- | -- |
| Sergej Bobrovskij | 480:00 | 9  | 1.13 | 181 | 95.03 | 2  |
| Steffen Søberg    | 175:45 | 6  | 2.05 | 116 | 94.83 | 2  |
| Kevin Lalande     | 240:37 | 5  | 1.25 | 80  | 93.75 | 0  |
| Anders Nilsson    | 545:11 | 14 | 1.54 | 224 | 93.75 | 2  |
| Ben Scrivens      | 241:07 | 7  | 1.74 | 112 | 93.75 | 0  |

TOI = Spelade minuter (Time on Ice) (minutes:seconds); SA = Räddade skott (Shots Against); GA = Insläppta mål (Goals Against); GAA = Insläppta mål i snitt (Goals against average); Sv% = Räddningsprocent (Save Percentage); SO = Straffar (Shutouts)

Källa: IIHF.com

### Utmärkelser
- Bästa spelare utsedda av VM:s direktorat:
  - MVP:  Pekka Rinne
  - Bästa Målvakt:  Sergej Bobrovskij
  - Bästa Back:  Seth Jones
  - Bästa Forward:  Viktor Tichonov

Source: IIHF.com

### Media All-Stars
- Målvakt:  Pekka Rinne
- Backar:  Seth Jones /  Anton Belov
- Forward:  Sergej Plotnikov /  Viktor Tichonov /  Antoine Roussel

Source: IIHF.com

## Medaljörer
| Världsmästare Ryssland | Andrej Zubarev, Denis Denisov, Aleksandr Ovetjkin, Viktor Tichonov, Aleksandr Kutuzov, Sergej Plotnikov, Dmitrij Orlov, Danis Zaripov, Sergej Kalinin, Nikolaj Kuljemin, Artjom Anisimov, Jegor Jakovlev, Sergej Shirokov, Jevgenij Dadonov, Aleksandr Burmistrov, Maxim Tjudinov, Anton Belov, Jevgenij Medvedev, Vadim Sjipatjov, Andrej Loktionov, Jevgenij Kuznetsov, Jevgenij Malkin, Anton Chudobin, Andrej Vasilevskij, Sergej Bobrovskij Lagledare: Olegs Znaroks Assisterande: Oleg Kupryanov, Igor Nikitin, Harijs Vitolinš |

| Silver Finland | Erik Haula, Juuso Hietanen, Tommi Huhtala, Jarkko Immonen, Olli Jokinen, Pekka Jormakka, Jere Karalahti, Tommi Kivistö, Leo Komarov, Petri Kontiola, Mikko Koskinen, Ville Lajunen, Jori Lehterä, Tuukka Mäntylä, Jyri Marttinen, Atte Ohtamaa, Iiro Pakarinen, Olli Palola, Pekka Rinne, Jere Sallinen, Tomi Sallinen, Miikka Salomäki, Juuse Saros, Veli-Matti Savinainen, Petteri Wirtanen Lagledare: Erkka Westerlund Assisterande: Lauri Marjamäki, Ari Moisanen, Hannu Virta |

| Brons Sverige | Jonas Ahnelöv, Niclas Andersén, Dick Axelsson, Mikael Backlund, Niclas Burström, Nicklas Danielsson, Mattias Ekholm, Jimmie Ericsson, Joacim Eriksson, Tim Erixon, Johan Fransson, Erik Gustafsson, Simon Hjalmarsson, Calle Järnkrok, Linus Klasen, Joakim Lindström, Joel Lundqvist, Oscar Möller, Anders Nilsson, Magnus Nygren, Gustav Nyquist, Daniel Rahimi, Dennis Rasmussen, Mattias Sjögren, Linus Ullmark Lagledare: Pär Mårts Assisterande: Rikard Grönborg, Peter Popovic |